# Kaempferia sisaketensis
Kaempferia sisaketensis är en enhjärtbladig växtart som beskrevs av Chayan Picheansoonthon och Koonterm. Kaempferia sisaketensis ingår i släktet Kaempferia och familjen Zingiberaceae.
Artens utbredningsområde är Thailand. Inga underarter finns listade i Catalogue of Life.